# コロポン

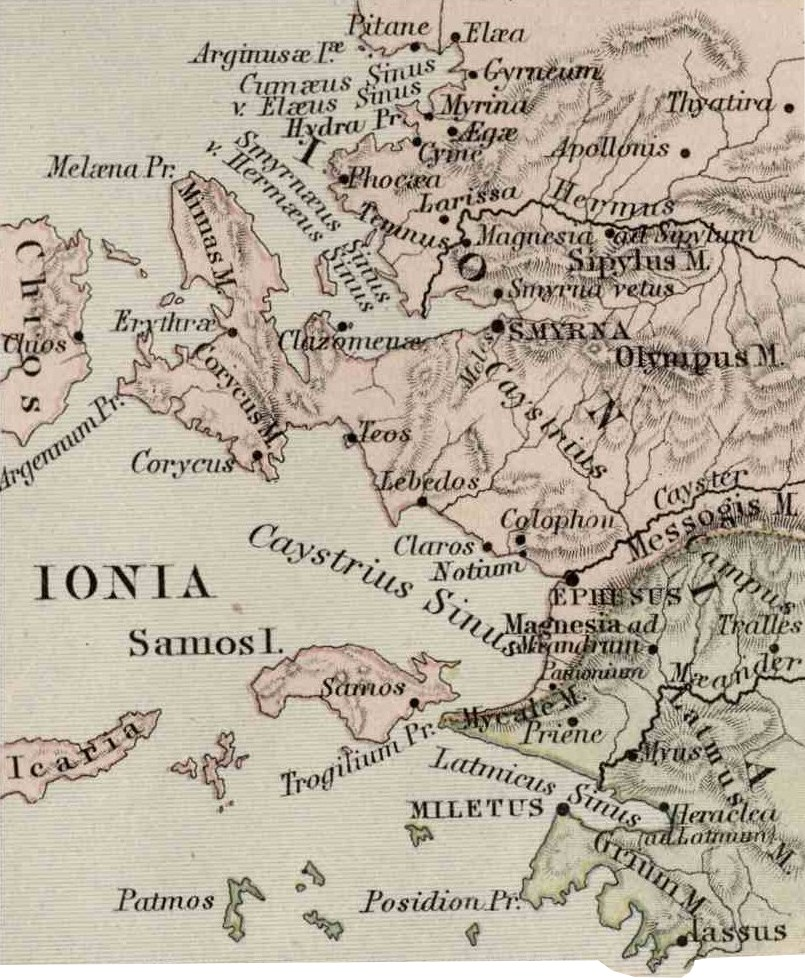
コロポンは中央やや右よりにある。

コロポンまたはコロフォン（古希: Κολοφών, Colophōn）は、古代リュディア地方にあった都市で、紀元前1千年紀の初めごろから存在した。
イオニア同盟の12の都市の1つで、レベドス（西にあった）とエフェソス（南にあった）の間に位置していた。
コロポンという名称は κολοφών すなわち「頂上」に由来し、分水嶺に位置していたことを意味している。また「奥付」を意味する "colophon" も同じ語源である。またロジンを "colophony" とも呼ぶが、これは colophonia resina すなわち「コロポンの松から取れる天然樹脂」を意味し、弦楽器向けの最高級品とされていた。
この都市の廃墟は現在のイズミル県の小さな村 Castro of Ghiaour-Keui にある。

## 古代
古代ギリシアのアテナイ王の2人の息子がそこに植民地を築いた。哲学者クセノパネスや詩人ミムネルモスの出身地である。
アレクサンドロス大王の死後、ペルディッカスがサモス島のアテナイ人入植者をコロポンに追いやった。その中にはエピクロスの家族も含まれており、エピクロスもそれを追ってコロポンに住んだ。
リュシマコスはマケドニア王国の将軍で、アレクサンドロス3世の後継者の1人（ディアドコイ）としてトラキアとアナトリア半島を制し、紀元前306年に王を名乗った。コロポンの騎兵隊は有名だったが、紀元前3世紀にリュシマコスに敗北し破壊された。同時期に隣のレベドスも破壊され、人々は強制的に移住させられ、廃墟となった。
ノティオンはコロポンの外港として機能していた。またカルカースとモプソスが予言の技を競ったといわれる神託所が近くにあった。
古代ローマ時代には、リュシマコスによる征服後の復興に失敗し（レベドスは復興に成功した）、重要性を失っていった。そのため外港だったノティオンがコロポンと呼ばれるようになっていったが、キケロの時代（紀元前1世紀）までにその名も失われた。
さらにホメーロスの出身地とされることもある。ルキアノスは『本当の話』の中でホメーロスの出身地の可能性がある地名の1つとしてコロポンを挙げている。